# Günter Litfin

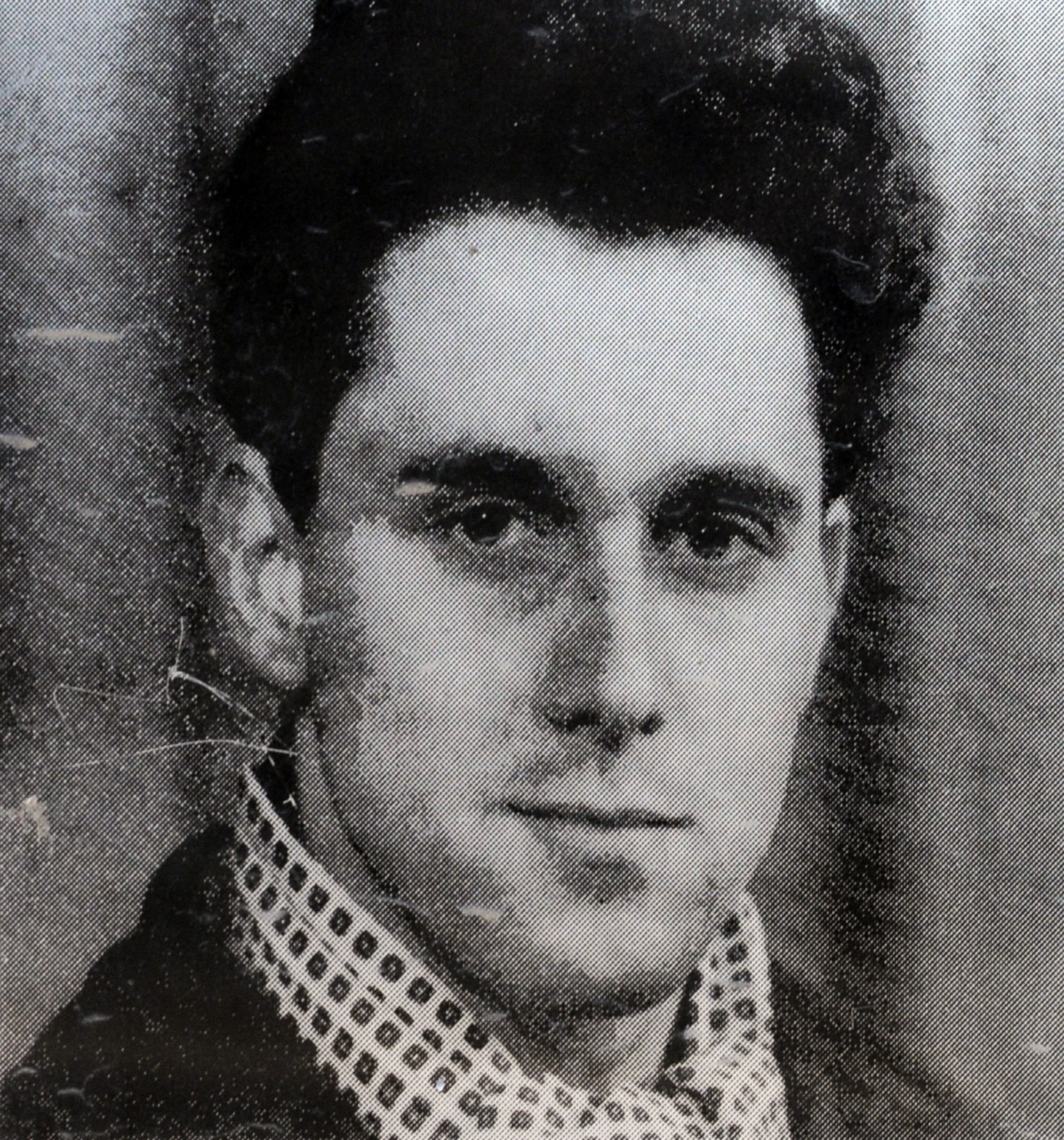

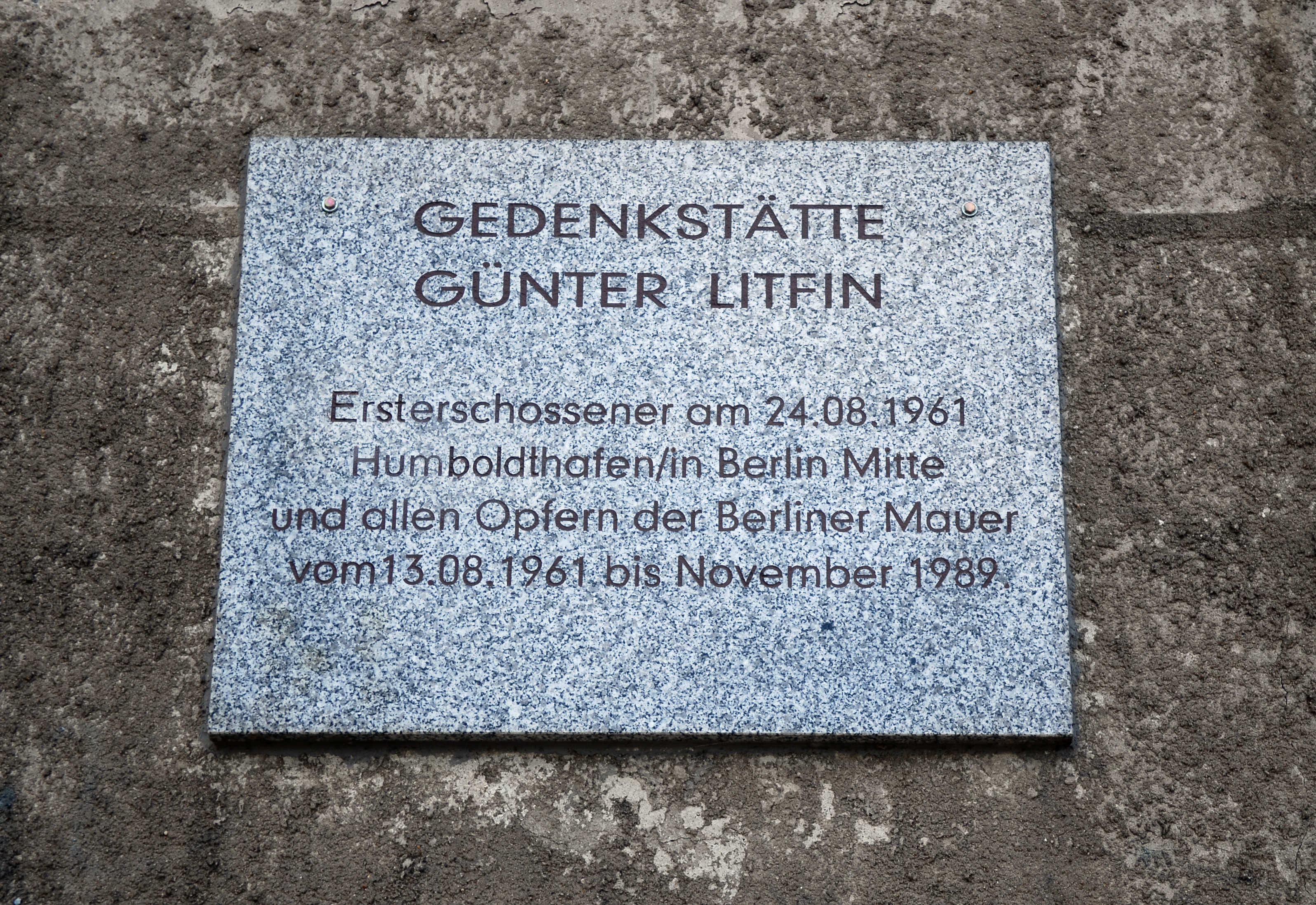
Kamień pamiątkowy

Günter Litfin (ur. 19 stycznia 1937 w Berlinie, zm. 24 sierpnia 1961 tamże) – ofiara śmiertelna przy Murze Berlińskim, pierwszy obywatel Niemieckiej Republiki Demokratycznej zastrzelony przez wschodnioniemieckie służby graniczne podczas próby ucieczki z Berlina Wschodniego.

## Życiorys
Pochodzący ze wschodnioberlińskiej dzielnicy Weißensee krawiec należał – podobnie jak jego ojciec, rzeźnik Albert Litfin – do nielegalnej wówczas w tejże części miasta komórki zachodnioberlińskiej CDU. Choć Litfin mieszkał na stałe w Berlinie Wschodnim, pracował po zachodniej stronie miasta w pobliżu ogrodu zoologicznego, znajdując w pobliżu tegoż także i nowe mieszkanie. Jeszcze 12 sierpnia udał się razem z bratem Jürgenem do dzielnicy Charlottenburg chcąc przewieźć do nowego mieszkania ostatnie rzeczy osobiste. W związku z decyzją wzniesienia Muru Berlińskiego i powstałymi w nocy pierwszymi prowizorycznymi blokadami, jego zamiar przeprowadzki został już następnego dnia skutecznie udaremniony. 24 sierpnia około godziny 16:00 Litfin podjął próbę zakończonej tragicznie ucieczki.
Günter Litfin zdecydował się na ucieczkę przez teren znajdującego się na styku obu części miasta dworca Lehrter Stadtbahnhof (dzisiejszy Hauptbahnhof). Około godziny 16:15 został zauważony przez funkcjonariuszy tzw. policji transportowej (TraPo), którzy po bezskutecznych wezwaniach do zatrzymania się oddali w kierunku uciekającego strzały ostrzegawcze. Na wysokości łączącego kanał żeglugowy mostu Humboldthafenbrücke Litfin wskoczył do wody, usiłując dopłynąć do zachodniego nabrzeża tegoż. Krótko przed jego osiągnięciem został śmiertelnie postrzelony przez jednego z policjantów w głowę.
Postrzelenie zostało bardzo ostro skrytykowane przez wszystkie zachodnioniemieckie środki przekazu publicznego. Media NRD początkowo nie wypowiedziały się, niedługo potem zastrzelony został przedstawiony przez nie w wyjątkowo kompromitującym go świetle: Litfin miał rzekomo reprezentować środowisko homoseksualistów, służyć w tymże jako męska prostytutka oraz wielokrotnie popadać w konflikt z prawem. Śmiertelne postrzelenie uciekiniera nie zostało przedstawione w tychże z najmniejszą dozą krytyki.
W dniu postrzelenia aresztowany został również brat Litfina Jürgen. Funkcjonariusze aparatu bezpieczeństwa Stasi przeszukali mieszkanie jego oraz rodziców ofiary, próbując – na próżno – doszukać się jakichkolwiek dowodów współuczestnictwa, względnie pomocy w przygotowaniach do ucieczki. W dniu pogrzebu zamordowanego Jürgen Litfin zabrał ze sobą żelazny łom. Przy jego pomocy otworzył trumnę, po czym obejrzał zwłoki, stwierdzając, iż bezpośrednią przyczyną śmierci brata był pojedynczy postrzał w okolicy kręgów szyjnych.
Z inicjatywy Jürgena Litfina ku czci jego zastrzelonego brata oraz innych ofiar śmiertelnych przy Murze Berlińskim wzniesione zostało w 1992 r. miejsce pamięci. Znajduje się ono w wieży strażniczej dawnego posterunku „Kieler Eck”, zlokalizowanego przy kanale żeglugi śródlądowej Spandauer Schifffahrtskanal.
O okolicznościach śmierci Litfina informuje znajdująca się na leżącym w pobliżu Cmentarzu Inwalidów w Berlinie tablica pamiątkowa. 24 sierpnia 2000 r. imieniem zamordowanego nazwano znajdującą się w jego rodzinnej dzielnicy Weißensee ulicę noszącą dotąd nazwę Straße 209. Pamięci zastrzelonego poświęcony jest także jeden z tzw. Białych Krzyży, wzniesionych w miejscu pamięci na nabrzeżu nieopodal budynku Reichstagu.